# Netilmicina
La  netilmicina es un antibiótico que pertenece a la familia de los aminoglucósidos siendo activo contra de una gran variedad de bacterias. Este fármaco no se absorbe por vía digestiva, por lo que solo se presenta en forma de infusión o inyectable. 
Fue patentado en 1973 y aprobado para uso médico en 1981. Está en la Lista de medicamentos esenciales de la Organización Mundial de la Salud.

## Uso clínico
La netilmicina está indicada para pacientes con infección urinaria o infección sistémica potencialmente fatal—especialmente en infecciones causadas por organismos resistentes a la gentamicina—y con una función renal normal, en la cual se espera que la dosis se ajuste sobre la base de la severidad de la infección y al estado del paciente. Por lo general se indica de 4 a 6 mg/kg cada día dividida en tres dosis iguales cada 8 horas o en dos dosis cada 12 horas. En infecciones potencialmente fatales y graves, se puede llegar hasta 7,5 mg/kg cada día pero se debe reducir a 6 mg/kg/día tan pronto como se esté clínicamente indicado, por lo general dentro de las primeras 48 horas.

## Precauciones
En enfermos con insuficiencia renal, o deshidratados o cuando se administran en dosis superiores a las recomendadas o por un tiempo muy prolongado, pueden aparecer, ototoxicidad, nefrotoxicidad o neurotoxicidad, gerneralmente reversibles al suspender el medicamento. La administración conjunta de furosemida, ácido etacrínico o uso previo de aminoglucócidos son factores de riesgo para la ototoxicidad. La dosis debe ajustarse si el paciente tiene variaciones en la función renal.